# Milagro Fútbol Club
El Milagro Fútbol Club es un club de fútbol profesional ecuatoriano fundado en la provincia de Guayas, Cantón Milagro, el 21 de mayo de 2022. Es un equipo de fútbol profesional de la ciudad de Milagro, Provincia del Guayas. Está afiliado a la Asociación de Fútbol del Guayas, participando en sus respectivos torneos oficiales, tanto profesionales como formativos-juveniles. Actualmente juega en la Segunda Categoría de Ecuador.
Está afiliado a la Asociación de Fútbol del Guayas.